# Farní sbor Českobratrské církve evangelické v Orlové
Farní sbor Českobratrské církve evangelické v Orlové byl sborem Českobratrské církve evangelické v Orlové. Sbor spadal pod Moravskoslezský seniorát.
Sbor byl založen roku 1924. K bohoslužebným účelům mu od roku 1925 slouží tzv. Husův dům.
Od 1. ledna 2024 byl sloučen se sborem v Českém Těšíně. Sbor nebyl před svým sloučením obsazen, kurátorem sboru byl Jan Dospiva.

## Faráři sboru
- Karel Veselý (1979–1984)
- Pavel Fojtů (1986–1990)
- Štěpán Janča (1998-2019)